# Clerodendrum utakwense
Clerodendrum utakwense là một loài thực vật có hoa trong họ Hoa môi. Loài này được Wernham mô tả khoa học đầu tiên năm 1916.